# Distretto di Nicolás de Piérola
Il distretto di Nicolás de Piérola è uno dei tredici distretti della provincia di Camaná, in Perù. Si trova nella regione di Arequipa e si estende su una superficie di 391,84 chilometri quadrati.

Istituito il 3 novembre 1944, ha per capitale la città di San Gregorio; al censimento del 2005 contava 6.508 abitanti.